# Nilkantha (Nepal)
Nilkantha (Nepali निलकण्ठ Nilkantha) ist eine Stadt Nepals im Distrikt Dhading zwischen Kathmandu und Pokhara.
Nilkantha liegt am Fluss Thopal Khola, einem rechten Nebenfluss der Trishuli. Die Stadt (Munizipalität) entstand 2014 durch Zusammenlegung der Village Development Committees Nilkantha (mit Dhading Besi), Sunaulabazar, Murali Bhanjyang und Sangkosh. In Dhading Besi, einem Stadtteil von Nilkantha, liegt die Distriktverwaltung von Dhading.
Das Stadtgebiet umfasst 107,24 km².

## Einwohner
Bei der Volkszählung 2011 hatten die VDCs, aus welchen die Stadt Nilkantha entstand, 39.578 Einwohner (davon 18.111 männlich) in 9702 Haushalten.